# Gōtarō Ogawa
Pour les articles homonymes, voir Ogawa.
Gōtarō Ogawa (小川郷太郎, 9 juin 1876 – 1er avril 1945) est un économiste et homme politique japonais des ères Taishō et Shōwa.

## Biographie
Ogawa est né à Satoshō dans la préfecture d'Okayama. Fils de Murayama Kikuzo, il est adopté par une importante famille de médecin d'Okayama. Il est diplômé en droit de l'université impériale de Tokyo en 1903 avec les honneurs, et obtient un poste au ministère des Finances. L'année suivante, cependant, il est recruté par l'université impériale de Kyoto, qui vient juste d'ouvrir une faculté d'économie, et Ogawa est envoyé en Europe pendant six ans pour étudier les finances publiques en Allemagne et en Autriche. À son retour, il travaille à l'université de Kyoto comme professeur d'économie et spécialiste des effets économiques de la guerre. En 1917, il obtient un doctorat en droit.
Ogawa entre ensuite en politique en gagnant un siège à la chambre des représentants du Japon lors des élections législatives japonaises de 1917, et est plus tard réélu au même siège dans la circonscription d'Okayama huit fois. D'abord affilié au parti Shinseikai, il assiste ensuite à la formation du Seiyu Hontō dont il est président du comité de recherche politique, puis rejoint le Rikken Minseitō lorsque le Seiyu Hontō fusionne avec le Kenseikai.
Ogawa quitte l'université de Kyoto en 1924 pour accepter le poste de doyen de l'université de Takushoku. En 1929, il est sous-secrétaire parlementaire des finances dans le gouvernement d'Osachi Hamaguchi.
En 1936, le Premier ministre Kōki Hirota demande à Ogawa d'accepter le siège de ministre du Commerce et de l'Industrie. À ce poste, il s'oppose à de nombreux bureaucrates du ministère qui demandent un plus grand contrôle de l'État dans l'économie, et en force plusieurs à démissionner, dont Nobusuke Kishi.
En 1940, il fait partie du second gouvernement de Fumimaro Konoe en tant que ministre des Chemins de fer. Après le début de la Seconde Guerre mondiale, il prend en charge, en 1943, le comité des affaires internes de l'association de soutien à l'autorité impériale. Cependant, plus tard dans l'année, il est invité par le président pro-Japonais de Birmanie, Ba Maw, à devenir conseiller spécial en économie et finance. Il passe le reste de la guerre en Birmanie, tentant de consolider l'économie de ce pays.
Le 1er avril 1945, alors qu'il retourne au Japon, Ogawa est tué comme passager du Awa Maru qui est coulé par le sous-marin américain USS Queenfish dans la mer de Chine orientale malgré son statut de navire-hôpital sous protection de la Croix-Rouge. En 1968, il est décoré à titre posthume de l'ordre du Soleil levant (3e classe).